# 12584 Zeljkoandreic
12584 Zeljkoandreic este un asteroid din centura principală de asteroizi.

## Descriere
12584 Zeljkoandreic este un asteroid din centura principală de asteroizi. A fost descoperit pe 12 septembrie 1999 la Visnjan de Korado Korlević. Asteroidul prezintă o orbită caracterizată de o semiaxă mare de 2,37 ua, o excentricitate de 0,14 și o înclinație de 7,4° în raport cu ecliptica.